# Emscher
Emscher este un afluent al Rinului situat în regiunea Ruhr, Renania de Nord-Westfalia, Germania. Izvorul lui se află lângă Holzwickede la altitudinea de 147 m. Cursul lui are o lungime de 	83,1 km, cu o diferență de altitudine de 129 m. Emscher se varsă în Rin la Dinslaken.

Afluenți
Hörder Bach, Schondelle, Rüpingsbach, Roßbach, Nettebach, Herdicksbach, Landwehrbach, Hellbach, Ostbach, Holzbach, Hüller Bach, Börnchenbach, Sellmannsbach, Lanferbach, Schwarzbach, Boye, Berne, Läppkes Mühlenbach, Handbach
Localități traversate
Dortmund, Recklinghausen, Herne, Gelsenkirchen, Essen, Bottrop, Oberhausen, Duisburg.
Bazin de colectare
775,466 km²